# Blighty
Blighty är en ort i Australien. Den ligger i kommunen Conargo och delstaten New South Wales, i den sydöstra delen av landet, omkring 570 kilometer väster om delstatshuvudstaden Sydney. Antalet invånare är 337.
Trakten runt Blighty är nära nog obefolkad, med mindre än två invånare per kvadratkilometer..
Trakten runt Blighty består till största delen av jordbruksmark. Genomsnittlig årsnederbörd är 568 millimeter. Den regnigaste månaden är februari, med i genomsnitt 77 mm nederbörd, och den torraste är november, med 28 mm nederbörd.